# Sergej Pinčuk
Sergej Michajlovič Pinčuk (in russo Сергей Михайлович Пинчук?; Sebastopoli, 26 luglio 1971) è un ammiraglio russo, comandante della flotta del Mar Nero dal 2024.

## Biografia
Pinčuk è nato nel 1971 a Sebastopoli, nell'allora RSS ucraina. Suo padre, Michail Fëdorovič, è stato comandante dell'incrociatore Groznyj e vicecomandante della Flotta del Baltico, responsabile della logistica. Il viceammiraglio Pinčuk è sposato e ha due figli.

### Carriera militare

#### Formazione e primi incarichi
Pinčuk ha intrapreso la sua carriera militare nel 1988, diplomandosi alla Scuola navale Nakhimov di Leningrado (oggi San Pietroburgo). Nel 1993 è entrato a far parte dell'equipaggio del cacciatorpediniere Nastojčivyj, una nave ammiraglia del Progetto 956A Saryč della Flotta del Baltico. Questo incarico ha segnato il suo ingresso operativo nella Marina russa. Nel 1999 ha completato i Corsi avanzati per ufficiali speciali, migliorando le sue competenze in ambito strategico e operativo.

#### Progressione nella Marina russa
Nel 2004 ha conseguito il diploma presso l'Accademia navale N.G. Kuznecov, accedendo così a incarichi di maggiore responsabilità. Tre anni dopo, nel 2007, è stato nominato comandante della 105ª Brigata della guardia costiera, di stanza a Kronštadt, dove ha diretto operazioni per la sicurezza navale. Tra il 2010 e il 2011 ha ricoperto il ruolo di capo di stato maggiore e primo vicecomandante della base navale di Leningrado, dimostrando competenze nel coordinamento di operazioni su larga scala.

#### Promozioni e comandi strategici
Nel 2014 è stato promosso al grado di contrammiraglio. Due anni dopo, nel 2016, ha assunto il comando della Flottiglia del Caspio, mantenendo l'incarico fino al 2021. Nel 2021 è stato promosso a viceammiraglio e nominato vicecomandante della base navale di Novorossijsk. Nel mese di ottobre dello stesso anno è diventato capo di stato maggiore della flotta.  Infine, nell'aprile 2024, è stato nominato comandante della Flotta del Mar Nero, succedendo a Viktor Sokolov.
Con decreto del presidente russo, il 21 febbraio 2025 è stato promosso ad ammiraglio.

## Sanzioni
Nel febbraio 2022, l'Unione Europea ha imposto sanzioni a Pinčuk in quanto partecipante al conflitto russo-ucraino. Nel marzo dello stesso anno, anche il Canada ha adottato misure simili, imponendo sanzioni contro di lui come "stretto collaboratore del regime del presidente russo Vladimir Putin".